# きらきらひかる (漫画)
『きらきらひかる』は、郷田マモラによる日本の漫画作品。1995年から講談社の『ミスターマガジン』にて連載。同誌の休刊後は、同社の『イブニング』にて「きらきらひかる2」と題して連載。その後、双葉社の『漫画アクション』にて「きらきらひかる最終章」が連載された。
遺体を検案し、その死因の真相を究明する女性監察医にスポットをあてた物語。
1998年にフジテレビ系「火曜9時」枠でテレビドラマ化された。

## 登場人物
天野 ひかる
O大学医学部法医学教室に所属する監察医。大阪市根古田区在住。大学医学部を首席で卒業後、学生時代に遭遇した爆発事故を契機に法医学を志す。ドラマ同様、気になったことがあるととことん調べないと気が済まない性格。森田に想いを寄せている。
田所 新作
O大学医学部法医学教室の教授で、ひかるの上司。ひかるの母校であるT大学医学部でも教鞭を取り、ひかるを法医学へ導いた人物。温厚な性格で学生からの評判も良い。
村山 純
大阪府警察本部刑事部捜査第1課の警部補。ひかるの事を「監察医のねえちゃん」と呼ぶ。
森田 淳也
大阪府警察本部刑事部捜査第1課の巡査で、村山の部下。ひかるに想いを寄せている。熱血漢で、中国マフィアが関係する殺人事件の捜査で瀕死の重傷を負った事もある。

## 書誌情報
- 郷田マモラ『きらきらひかる』講談社〈ミスターマガジンKC〉、全13巻
  1. 1995年11月7日発売[1]、ISBN 978-4-06-328108-8
  2. 1996年2月7日発売[2]、ISBN 978-4-06-328118-7
  3. 1996年9月6日発売[3]、ISBN 978-4-06-328139-2
  4. 1997年3月5日発売[4]、ISBN 978-4-06-328155-2
  5. 1997年6月6日発売[5]、ISBN 978-4-06-328170-5
  6. 1997年11月5日発売[6]、ISBN 978-4-06-328187-3
  7. 1998年3月6日発売[7]、ISBN 978-4-06-328199-6
  8. 1998年9月7日発売[8]、ISBN 978-4-06-328218-4
  9. 1998年12月4日発売[9]、ISBN 978-4-06-328227-6
  10. 1999年4月7日発売[10]、ISBN 978-4-06-328237-5
  11. 1999年10月6日発売[11]、ISBN 978-4-06-328250-4
  12. 2000年3月7日発売[12]、ISBN 978-4-06-328263-4
  13. 2000年3月7日発売[13]、ISBN 978-4-06-328272-6
- 郷田マモラ『きらきらひかる2』講談社〈イブニングKC〉、全5巻
  1. 2002年3月19日発売[14]、ISBN 978-4-06-352005-7
  2. 2002年11月20日発売[15]、ISBN 978-4-06-352014-9
  3. 2003年4月19日発売[16]、ISBN 978-4-06-352023-1
  4. 2003年9月18日発売[17]、ISBN 978-4-06-352040-8
  5. 2004年2月23日発売[18]、ISBN 978-4-06-352057-6
- 郷田マモラ『きらきらひかる最終章』双葉社〈アクション・コミックス〉、全2巻
  1. 2012年6月28日発売[19]、ISBN 978-4-57-584088-9
  2. 2012年6月28日発売[20]、ISBN 978-4-57-584089-6

その他
- 『きらきらひかる』講談社漫画文庫、全8巻
- 『きらきらひかる2』講談社漫画文庫、全3巻
- 『きらきらひかる-死体監察メモ-』1998年9月19日発売[21]、ISBN 978-4-06-333967-3
- 『きらきらひかる-二つの遺体が語る真実編-』2004年8月18日発売[22]、ISBN 978-4-06-353330-9

## テレビドラマ
1998年1月13日から3月17日まで毎週火曜日21:00 - 21:54に、フジテレビ系「火曜9時」枠で連続ドラマが放送された。その後、1999年4月23日に『きらきらひかる2』、2000年4月4日に『きらきらひかる3』として、二度スペシャルドラマが制作されている。主演は深津絵里。

### 概要
原作（漫画）では、女性監察医・天野ひかるを通し、解剖遺体が語る真実が導き出す悲喜こもごもの人間ドラマを牧歌的キャラクターに乗せて描いていたが、ドラマ版では監察医としての仕事に真摯に取り組みながらもプライベートではレストランで他愛もない恋の話に花を咲かせる女性たちを中心にスタイリッシュな物語として描いていたために、実質的に主人公の天野ひかる以外原作とは異なるキャラクターやストーリー展開で、原作とは全くの別物といえる作品になっている。
2010年2月17日に連続ドラマとスペシャルドラマ2作を一つにまとめた完全版としてDVD-BOXが発売された。

### キャスト

#### 主要人物
天野 ひかる（あまの ひかる）〈25〉
演 - 深津絵里
新人監察医。
帝国医科大学医学部卒業後は脳外科へ進む予定だったが、卒業祝賀パーティで爆発事故に巻き込まれ、そこへ監察医として現れた裕里子の仕事振りに感銘を受け、監察医を志す。
気になったことがあると、とことん調べないと気が済まない性格で、「死者の最後の言葉を聞くこと」を信念としている。
田所 新作（たどころ しんさく）〈36〉
演 - 柳葉敏郎
関東監察医務院部長で、ひかるの上司。
冷静沈着な性格で、ひかるを温かく見守る。
数年前、自殺した妻を自ら解剖したが、その理由は何も分からず、望まれない解剖はするべきではないという考えを持つようになった。親族の同意書なしに司法解剖は行わないという信念を持つ。
月山 紀子（つきやま のりこ）〈26〉
演 - 松雪泰子
警視庁刑事部捜査第1課の警部補で、早稲田大学卒。「あたしを誰だと思ってんのよ」が口癖の女刑事。
行き過ぎた捜査で窮地に立たされることがしばしばある。本ドラマ中では事件が起きるたびにひかるたちに協力を仰ぎ、真相へと迫っている。田所に思いを寄せている。
森田 和也（もりた かずや）〈25〉
演 - 野村祐人
紀子の部下で、いつも行動をともにしている。
紀子に気があるのか、仕事で散々振り回されても、文句一つ言わない。
綾小路 真（あやのこうじ まこと）〈25〉
演 - 林泰文
ひかるの先輩監察医。
ひかるに気があり、ことあるごとにアピールをしているが、気づかれていない。
喜多村 隆三（きたむら りゅうぞう）〈40〉
演 - 石丸謙二郎
ひかるの先輩監察医。飄々としたキャラクター。
杉 冴子（すぎ さえこ）
演 - 篠原涼子
裕里子の妹。
10年前、姉である裕里子の恋人を寝取り、外国へ行方をくらませた。帰国後、1995年の阪神・淡路大震災に被災し死亡、遺体は歯のみとされていたが実際には生存しており、その歯は冴子の娘・樹理亜のものであったと田所の鑑定により推定された。
黒川 栄子（くろかわ えいこ）〈33〉
演 - 小林聡美
ひかるの先輩監察医で、毒物分析のエキスパート。
バツイチで、おいしい料理と若い男に目がない。
杉 裕里子（すぎ ゆりこ）〈29〉
演 - 鈴木京香
国立第一医科大学法医学教室の助教授。嘱託医として、関東監察医務院の仕事を手伝っている。
妹・冴子の死の真相を調べるべく、外科から転じて法医学の道に進んだ。クールな性格で、死体に表れた所見のみを重視するため、ひかると対立することが多いが、「生き返らないからこそ解剖をし、その人の最後の言葉を聞く」と語る。妹の歯をいつも持ち歩いている。

#### ゲスト
第1話
- 酒田 利明：東幹久
- 村井 弥生：立原瞳
- 鑑識：高橋克実
- 調理人：長江英和
- 未亡人：立河宜子
- 弁護士：岡森諦
- 不法投棄した人：六角精児
- ひかるの同級生：葛山信吾
- 竹内 ゆかり：角田智美（第6話）

第2話　
- 古田 良一：梨本謙次郎
- 古田 朝子：山咲千里
- 古田 春子：田島穂奈美
- ホステス：深浦加奈子
- サラリーマン：小林すすむ

第3話
- 渡辺 輝子：もたいまさこ
- 塚原 和子：山下容莉枝
- 塚原 進：三觜要介

第4話
- 北島 伸明：山本學
- 北島 綾子：小沢真珠
- 池田 有策：平尾良樹
- 仲居：円城寺あや
- 中丸新将（第8話）

第5話
- 河野 哲郎：加勢大周
- 小谷 美樹：伊藤瑞希
- 看護師：池津祥子

第6話
- 竹内 幸恵：ともさかりえ
- 石川 明生：KEE
- 青木和代

第7話
- 田中 玲香：松下由樹
- 塩見 孝至：相島一之
- 田中 政則：城明男

第8話
- 辻元 秀希：篠井英介（ - 第9話）
- ちはる：佐藤康恵
- 蔵島 幸彦：長谷川哲夫

第9話
- 辻元 樹理亜（6歳）：奥田佳菜子（ - 最終話）
- 辻元 樹理亜（4歳）：井上結菜（ - 最終話）
- 沢崎 欧彦：松田ケイジ（ - 最終話）
- 情報屋：梶原善

最終話
- 保育士：猫背椿
- 刑事：田窪一世

きらきらひかる2（スペシャル）
- 露木 智也：石黒賢
- 日向 渚：床嶋佳子
- 岩垣 オサム：伊藤高史
- 斉藤 ほのか：高橋かおり
- 宮前 明日香：川越美和
- 久保 昇一：郷田ほづみ

きらきらひかる3（スペシャル）
- 野田 英美：戸田菜穂
- 舞草 衆一郎：宮迫博之
- 野田 春香：佐藤琴未
- 浜口 朋子：藤田弓子
- 根岸 みゆき：中島ひろ子
- 藤村 正美：小木茂光
- 今田 耕市：蛍原徹
- 朽木野：石井愃一
- 保育士：菅原禄弥

### スタッフ
- 原作：郷田マモラ『きらきらひかる』（講談社『ミスターマガジン』）
- 脚本：井上由美子
- 演出：河毛俊作（1、2、5、8、最終話、スペシャル2）、石坂理江子（3、4、7、9話）、桜庭信一（6話）、武内英樹（スペシャル3）
- 音楽：吉俣良、長谷部徹、今堀恒雄（オリジナルサウンドトラック「きらきらひかる」より）
- 主題歌：Mr.Children「ニシエヒガシエ」（トイズファクトリー）
- 挿入歌：EGO-WRAPPIN'「Disney Girls」（ポニーキャニオン）
- 制作担当：片岡俊哉、中川和則、由利芳伸
- 制作主任：伊藤友子
- 制作デスク：渡辺真奈美、坪井啓
- リサーチ：横松秀明、山本寛子、大森美香、土平菜香
- 記録：堤眞理子
- 料理協力：服部栄養専門学校
- 演出補：桜庭信一、小林薫、佐々木詳太、遠藤光貴、洞功二、高田圭太
- プロデュース補：吉川恵美子、小松玄、大和久奈美子
- プロデュース：山口雅俊、石坂理江子（スペシャル3のみ）
- 制作著作：フジテレビ

### 放送日程

#### 連続ドラマ
| 各話                                                       | 放送日        | サブタイトル                                             | 演出       | 視聴率 |
| ---------------------------------------------------------- | ------------- | -------------------------------------------------------- | ---------- | ------ |
| 1st（第1話）                                               | 1998年1月13日 | オシャレも恋も死体解剖もする! 女たち                     | 河毛俊作   | 17.2%  |
| 2nd（第2話）                                               | 1998年1月20日 | 他殺? 事故? 死体は語る                                   | 河毛俊作   | 18.1%  |
| 3rd（第3話）                                               | 1998年1月27日 | 猫と溺死体の関係?                                        | 石坂理江子 | 15.7%  |
| 4th（第4話）                                               | 1998年2月03日 | 美人監察医がレイプ事件の真実に迫る                       | 石坂理江子 | 14.5%  |
| 5th（第5話）                                               | 1998年2月10日 | ひかるが殺される                                         | 河毛俊作   | 14.4%  |
| 6th（第6話）                                               | 1998年2月17日 | 死んだ恋人からの手紙                                     | 桜庭信一   | 16.5%  |
| 7th（第7話）                                               | 1998年2月24日 | 正当防衛? 疑惑の不倫妻                                   | 石坂理江子 | 17.1%  |
| 8th（第8話）                                               | 1998年3月03日 | 死体は妹に奪われた恋人                                   | 河毛俊作   | 15.3%  |
| 9th（第9話）                                               | 1998年3月10日 | 月山紀子が撃たれ、歯は最後の言葉を                       | 石坂理江子 | 16.0%  |
| final（最終話）                                            | 1998年3月17日 | 女刑事が出血死? 東ヨーロッパから神戸へ母と娘の愛憎の真実 | 河毛俊作   | 19.5%  |
| 平均視聴率 16.5%（視聴率は関東地区・ビデオリサーチ社調べ） |               |                                                          |            |        |

- 初回は21時 - 22時9分の15分拡大放送。
- 最終回は21時 - 22時24分の30分拡大放送。

#### スペシャルドラマ
|                 | 放送日        | サブタイトル | 演出     | 視聴率 |
| --------------- | ------------- | --- | -------- | ------ |
| きらきらひかる2 | 1999年4月23日 | OLの転落死は事故? 自殺? 他殺? 女医の焼死体に刻まれた謎のメッセージに美人監察医が迫る!                            | 河毛俊作 | 22.0%  |
| きらきらひかる3 | 2000年4月04日 | 幼児虐待か? 美人離婚妻が娘の解剖を拒否・ ネコと夜桜が毒殺のアリバイを崩す・ 家族ぐるみで警察がひき逃げをモミ消し | 武内英樹 | 19.7%  |

### 受賞
- 第16回ザテレビジョンドラマアカデミー賞[23][24]
  - 助演女優賞（鈴木京香）
  - 監督賞（河毛俊作、石坂理江子、桜庭信一）
  - キャスティング賞
  - ザテレビジョン特別賞（医療関係考証スタッフ）

### 関連商品
DVD
- きらきらひかる DVD-BOX <完全版>（2010年2月17日発売、ポニーキャニオン）
  - ※きらきらひかる連続ドラマ・きらきらひかる2・きらきらひかる3収録。

VHS
- きらきらひかる連続ドラマ VHS 全4巻（1998年7月1日発売、ポニーキャニオン）
- きらきらひかる2 VHS（1999年8月15日発売、ポニーキャニオン）
- きらきらひかる3 VHS（2000年8月19日発売、ポニーキャニオン）

サウンドトラック
- フジテレビ系ドラマオリジナルサウンドトラック「きらきらひかる」（1998年3月4日発売、ポニーキャニオン）